# Неравенство Гёльдера
Нера́венство Гёльдера в функциональном анализе и смежных дисциплинах — это фундаментальное свойство пространств {\displaystyle L^{p}}.

## Формулировка
Пусть {\displaystyle (X,{\mathcal {F}},\mu )} — пространство с мерой, а {\displaystyle L^{p}\equiv L^{p}(X,{\mathcal {F}},\mu )} — пространство функций вида {\displaystyle f:X\to \mathbb {R} } с конечной интегрируемой {\displaystyle p}‑ой степенью. Тогда в последнем определена полунорма:
{\displaystyle \|f\|_{p}=\left(\;\int \limits _{X}|f(x)|^{p}\,\mu (dx)\;\right)^{1/p}},
где {\displaystyle p\geq 1} , обычно подразумевается, что это натуральное число.
Пусть {\displaystyle f\in L^{p}}, а {\displaystyle g\in L^{q}}, где {\displaystyle p,q\geq 1,\;1/p+1/q=1}. Тогда {\displaystyle f\cdot g\in L^{1}}, и
{\displaystyle \|f\cdot g\|_{1}\leq \|f\|_{p}\cdot \|g\|_{q}}.

## Доказательство
Переформулируем неравенство Гёльдера, выразив нормы через соответствующие интегралы. 

Пусть {\displaystyle X} — пространство с мерой {\displaystyle \mu }, {\displaystyle E\subset X}, {\displaystyle E} измеримо. Тогда: 

{\displaystyle f\in L^{p},g\in L^{q},p>1,{\dfrac {1}{p}}+{\dfrac {1}{q}}=1\Rightarrow \int \limits _{E}|fg|\,d\mu <+\infty ,\;\int \limits _{E}\left|fg\right|\,d\mu \leq \left(\int \limits _{E}|f|^{p}\,d\mu \right)^{1/p}\left(\int \limits _{E}|g|^{q}\,d\mu \right)^{1/q}}

Для доказательства воспользуемся следующим утверждением (неравенство Юнга): 

{\displaystyle a,b\geq 0,p>1,{\dfrac {1}{p}}+{\dfrac {1}{q}}=1\Rightarrow a^{1/p}b^{1/q}\leq {\dfrac {a}{p}}+{\dfrac {b}{q}}}
Положим 

{\displaystyle a={\dfrac {|f(x)|^{p}}{\int \limits _{E}|f|^{p}d\mu }}\quad b={\dfrac {|g(x)|^{q}}{\int \limits _{E}|g|^{q}d\mu }}\quad I_{1}=\int \limits _{E}|f|^{p}d\mu >0\quad I_{2}=\int \limits _{E}|g|^{q}d\mu >0}
Применяя неравенство, получаем: 

{\displaystyle |f(x)g(x)|\leq I_{1}^{1/p}I_{2}^{1/q}\left({\dfrac {|f(x)|^{p}}{p\cdot I_{1}}}+{\dfrac {|g(x)|^{q}}{q\cdot I_{2}}}\right)}
Заметим, что правая часть неравенства суммируема по множеству {\displaystyle E} (отсюда вытекает и суммируемость левой части). Интегрируя неравенство по {\displaystyle E}, получаем: 

{\displaystyle \int \limits _{E}|fg|\,d\mu \leq I_{1}^{1/p}I_{2}^{1/q}\left({\dfrac {1}{p}}+{\dfrac {1}{q}}\right)=I_{1}^{1/p}I_{2}^{1/q}} 

Неравенство Гельдера доказано. 

Примечание: Если {\displaystyle I_{1}} или {\displaystyle I_{2}} равен 0, то это значит, что {\displaystyle f} или {\displaystyle g} эквивалентны нулю на {\displaystyle E}, и неравенство Гёльдера очевидно выполняется.

## Частные случаи

### Неравенство Коши — Буняковского
Положив {\displaystyle p=q=2}, получаем неравенство Коши — Буняковского для пространства {\displaystyle L^{2}}.

### Евклидово пространство
Рассмотрим Евклидово пространство {\displaystyle E=\mathbb {R} ^{n}} или {\displaystyle \mathbb {C} ^{n}}. {\displaystyle L^{p}}-норма в этом пространстве имеет вид:
{\displaystyle \|x\|_{p}=\left(\sum \limits _{i=1}^{n}|x_{i}|^{p}\right)^{1/p},\;x=(x_{1},\ldots ,x_{n})^{\top }},
и тогда
{\displaystyle \sum \limits _{i=1}^{n}|x_{i}\cdot y_{i}|\leq \left(\sum \limits _{i=1}^{n}|x_{i}|^{p}\right)^{1/p}\cdot \left(\sum \limits _{i=1}^{n}|y_{i}|^{q}\right)^{1/q},\;\forall x,y\in E}.

### Пространство lp
Пусть {\displaystyle X=\mathbb {N} ,\,{\mathcal {F}}=2^{\mathbb {N} },\,m} — счётная мера на {\displaystyle \mathbb {N} }. Тогда множество всех последовательностей {\displaystyle \{x_{n}\}_{n=1}^{\infty }}, таких что:
{\displaystyle \|x\|_{p}=\sum _{n=1}^{\infty }|x_{n}|^{p}<\infty },
называется {\displaystyle l^{p}}. Неравенство Гёльдера для этого пространства имеет вид:
{\displaystyle \sum \limits _{n=1}^{\infty }|x_{n}\cdot y_{n}|\leq \left(\sum \limits _{n=1}^{\infty }|x_{n}|^{p}\right)^{1/p}\cdot \left(\sum \limits _{n=1}^{\infty }|y_{n}|^{q}\right)^{1/q},\;\forall x\in l^{p},y\in l^{q}}.

### Вероятностное пространство
Пусть {\displaystyle (\Omega ,{\mathcal {F}},\mathbb {P} )} — вероятностное пространство. Тогда {\displaystyle L^{p}(\Omega ,{\mathcal {F}},\mathbb {P} )} состоит из случайных величин с конечным {\displaystyle p}-м моментом: {\displaystyle \mathbb {E} \left[|X|^{p}\right]<\infty }, где символ {\displaystyle \mathbb {E} } обозначает математическое ожидание. Неравенство Гёльдера в этом случае имеет вид:
{\displaystyle \mathbb {E} |XY|\leq \left(\mathbb {E} |X|^{p}\right)^{1/p}\cdot \left(\mathbb {E} |Y|^{q}\right)^{1/q},\;\forall X\in L^{p},Y\in L^{q}}.